# Dries Van Gestel
Dries Van Gestel (ur. 30 września 1994 w Turnhout) – belgijski kolarz szosowy.

## Osiągnięcia
Opracowano na podstawie:

2012
- 1. miejsce w mistrzostwach Belgii juniorów
- 2. miejsce w mistrzostwach Belgii juniorów (jazda indywidualna na czas)
- 1. miejsce w Remouchamps–Ferrières–Remouchamps

2015
- 3. miejsce w Karpackim Wyścigu Kurierów
  - 1. miejsce na 2. etapie
- 2. miejsce w Gooikse Pijl

2017
- 2. miejsce w Tour des Fjords
  - 1. miejsce w klasyfikacji młodzieżowej
  - 1. miejsce na 1. etapie

2022
- 1. miejsce w Ronde van Drenthe
- 3. miejsce w Gandawa-Wevelgem
- 2. miejsce w Circuit Franco-Belge
- 3. miejsce w Druivenkoers Overijse

## Rankingi
| Rok             | 2014 | 2015 | 2016  | 2017 | 2018 | 2019 | 2020 | 2021 | 2022 | 2023 | 2024 |
| --------------- | ---- | ---- | ----- | ---- | ---- | ---- | ---- | ---- | ---- | ---- | ---- |
| World Ranking   |      |      | 1576. | 313. | 557. | 710. | 285. | 387. | 46.  | 143. | 260. |
| UCI Europe Tour | 744. | 155. | 1062. | 164. | 580. | 522. | 233. | 320. | 39.  | -    | -    |
|                 |      |      |       |      |      |      |      |      |      |      |      |
| Źródło: UCI     |      |      |       |      |      |      |      |      |      |      |      |